# بيتر دوهرتي (لاعب كرة قدم)
بيتر دوهرتي (بالإنجليزية: Peter Doherty)‏ مواليد 5 يونيو 1913 في مقاطعة لندنديري، جزيرة أيرلندا - الوفاة 6 أبريل 1990 في لانكشر، إنجلترا، كان لاعب ومدرب كرة قدم إنجليزي كان يلعب في مركز الهجوم. لعب خلال مسيرته 402 مباريات سجل خلالها 198 هدفاً.
كان دوهرتي يلعب في مركز الهجوم، وكان أحد أفضل اللاعبين في وقته، حيث خاض 16 مباراة دولية مع منتخب أيرلندا. لعب مع نادي كوليرين وجلينتوران، وفاز بكأس أيرلندا مع جلينتوران في عام 1933، قبل أن ينتقل إلى نادي بلاكبول الإنجليزي في وقت لاحق من العام. تم بيعه إلى مانشستر سيتي في فبراير 1936 مقابل رسوم قدرها 10000 جنيه إسترليني وساعد النادي على الفوز بلقب الدرجة الأولى لأول مرة في موسم 1936-1937. كلفه اندلاع الحرب العالمية الثانية فرصة لعب كرة القدم التنافسية خلال سنوات ذروته وتم نقله إلى ديربي كاونتي مع اقتراب الحرب من نهايتها. فاز بكأس الاتحاد الإنجليزي مع ديربي، وسجل في نهائي كأس الاتحاد الإنجليزي عام 1946 على تشارلتون أثليتيك. انتقل إلى هدرسفيلد تاون في وقت لاحق من العام.
في أبريل 1949، تم تعيينه لاعبًا ومديرًا لفريق نادي دونكاستر روفرز وكان أيضًا هدافًا حيث فاز النادي بلقب الدرجة الثالثة الشمالية خلال موسم 1949-1950. ثم أمضى النادي المواسم السبعة التالية في الدرجة الثانية، قبل أن يستقيل في يناير 1958. كما عمل كأول مدرب منتخب إيرلندا الشمالية من أكتوبر 1951 إلى مايو 1962. استخدم منصبه لمساعدة دونكاستر في التعاقد مع لاعبين أيرلنديين موهوبين، بينما كان يساعد بلاده في التأهل لكأس العالم 1958، حيث وصلوا إلى ربع النهائي. قضى 1958 إلى 1960 كمدير لنادي بريستول. اكتشف لاحقًا لليفربول وكان ضمن المجموعة الأولى المكونة من 22 لاعبًا الذين تم إدخالهم في قاعة مشاهير كرة القدم الإنجليزية.

## المسيرة الاحترافية

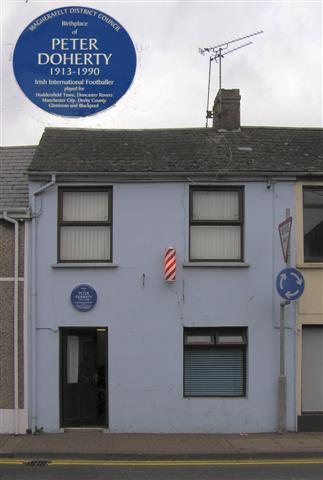
لوحة تشير إلى مسقط رأس دوهرتي في مهرفلت.

ولد دوهرتي في مهرفلت في مقاطعة لندنديري، وبدأ حياته المهنية مع غلينتوران في الدوري الأيرلندي. عمل في البداية عامل بناء ثم قائد حافلة. بعد مساعدة غلينتوران في كأس أيرلندا عام 1933، في وقت مبكر من موسم 1933–34، انضم دوهرتي إلى نادي نادي بلاكبول الإنجليزي مقابل 2000 جنيه إسترليني، في سن التاسعة عشرة. انضم إلى مانشستر سيتي في 19 فبراير 1936 مقابل رقم قياسي للنادي يبلغ 10000 جنيه إسترليني. احتاج بلاكبول إلى المال بشكل عاجل، وتم استدعاء دوهرتي من غدائه لينتقل إلى بلومفيلد روود. حاول الأيرلندي جاهدًا إقناع مديري بلاكبول بأنه لا يرغب في مغادرة النادي، لأنه كان من المقرر أن يتزوج فتاة محلية وكان قد اشترى للتو منزلًا جديدًا في المدينة. لم يكن ظهور دوهرتي الأول لمانشستر ستي، ضد بريستون نورث إند، ناجحًا. تميز بإحكام من قبل بيل شانكلي طوال الوقت، لكنه فشل في إحداث أي تأثير، مما أدى إلى هتاف واحد من الجمهور «عشرة آلاف جنيه؟ أشبه بعشرة آلاف بطاقة سيجارة». وصف دوهرتي لاحقًا ما تبقى من موسمه الأول في مانشستر سيتي بأنه «هادئ»،
بدأ مانشستر سيتي موسم 1936-1937 بشكل سيئ، وكان في النصف السفلي من الجدول حتى ديسمبر. انتصارات كبيرة من حين لآخر، بما في ذلك هزيمة وست بروميتش ألبيون 6-2 وهزيمة إيفرتون 4-1، كانت مختلطة مع فترات طويلة قاحلة. في وقت من الأوقات، حقق النادي فوزًا واحدًا فقط في اثنتي عشرة مباراة. ومع ذلك، كان دوهرتي يسجل الأهداف بانتظام. كان هدفه في خسارة 5-3 يوم عيد الميلاد أمام غريمسبي تاون هو الثاني عشر له في الموسم. أثبت عيد الميلاد أنه نقطة تحول بالنسبة للنادي، حيث كان الفوز على نادي ميدلزبره في اليوم التالي بداية لسلسلة طويلة من دون هزيمة. بحلول أبريل، احتل مانشستر سيتي المركز الثاني في الجدول، وواجه مباراة ثابتة ضد نادي أرسنال، متصدر الدوري والنادي المهيمن في تلك الفترة. سجل دوهرتي الهدف الأول في فوز 2-0، ووصل سيتي إلى قمة الجدول. استمرت السلسلة الخالية من الهزائم حتى نهاية الموسم، وحقق السيتي أول بطولة دوري له بفوزه 4-1 على شيفيلد وينزداي. كان دوهرتي، برصيد 30 هدفاً في الدوري، هداف الفريق، وساعده في تسجيل أحد عشر هدفاً في سبع مباريات مع اقتراب الموسم من نهايته.
سجل دوهرتي 79 هدفًا في 130 مباراة خلال فترة وجوده في مين رود. خلال سنوات الحرب العالمية الثانية من 1939-1945، خدم دوهرتي في سلاح الجو الملكي. ظل مسجلاً كلاعب في مانشستر ستي، حيث سجل 60 هدفًا في 89 مباراة في زمن الحرب، على الرغم من عدم إدراج الألعاب في زمن الحرب بشكل عام في السجلات الرسمية. كما استضاف العديد من الأندية في جميع أنحاء البلاد: بورت فايل، بلاكبيرن روفرز، ديربي كاونتي، برمنغهام سيتي، نادي برينتفورد، غريمسبي تاون، لينكولن سيتي، ليفربول، مانشستر يونايتد، وست بروميتش ألبيون ووالسول. أثناء ظهور ضيف لبورت فايل في عام 1945، اشتهر بأنه ذهب ليأخذ ركلة جزاء ولكن بدلاً من تسديدها سددها لزميله الذي سجل هدفًا.
بعد انتهاء الحرب، انتقل إلى ديربي كاونتي، الذي فاز معه بكأس الاتحاد الإنجليزي، وسجل هدفًا في المباراة النهائية نفسها عندما فاز ديربي على تشارلتون أثليتيك 4-1 على ملعب ويمبلي. في ديسمبر 1946، انتقل دوهرتي إلى هدرسفيلد التابع لديفيد ستيل مقابل رسوم تزيد عن 9000 جنيه إسترليني بعد طلب التحويل. كان دوهرتي غير راضٍ عن المديرين الذين عارضوا خطته لتأمين مستقبله من خلال الاستيلاء على فندق أربورتوم وخلاف سابق حول تذاكر نهائي كأس الاتحاد الإنجليزي. تفاخر فريق «تيريرز» بقدرات خماسية قوية من ألبرت بيتمان وجيمي جلازارد وألف ويتنغهام ودوهرتي وفيك ميتكالف. ومع ذلك، فإن الدفاع الضعيف جعلهم يكافحون في الروافد الدنيا من الدرجة الأولى طوال موسم 1946-47، 1947-48 و1948-49. في ليدز رود، سجل 33 هدفًا في 83 مباراة بالدوري، وأنهى لقب الهداف في «تيريرز» في آخر موسمين له تحت قيادة جورج ستيفنسون.
كتب لين شاكلتون في سيرته الذاتية عن دوهرتي:
«كان بيتر دوهرتي بالتأكيد العبقري بين العباقرة. صاحب أكثر انحراف جسدي محير في كرة القدم، قادر على أداء جميع الحيل بالكرة، وامتلاك تسديدة مثل ركلة حصان، ومع كل هذا، لديه مثل هذا الحماس الهائل للعبة بحيث يعمل مثل الحصان لتسعين دقيقة. كان ذلك بيتر دوهرتي، الرجل الأحمر الأيرلندي الذي يدخن الغليون، وأنا مقتنع بأن لديه ما يكفي من مهارة كرة القدم للتجول في لعبة يدخن هذا الغليون - ولا يزال يجعل اللاعبين الـ 21 الآخرين يظهرون في المرتبة الثانية. لكن بالطبع لم يتجول بيتر في أي شيء. كان لابد من تقدير طاقته».

### أندية لعب لها
- نادي كوليرين
- غلينتوران
- نادي بلاكبول
- مانشستر سيتي
- ديربي كاونتي
- هدرسفيلد تاون
- نادي دونكاستر روفرز

## التدريب

### دونكاستر روفرز
قام بنقله الأخير إلى نادي دونكاستر روفرز في أبريل 1949، حيث تولى دور اللاعب-المدير. سجل 30 هدفًا من 39 مباراة في موسم 1949-50 وقاد النادي إلى الصعود كبطل للدرجة الثالثة الشمالية. كان مرة أخرى هدافًا برصيد 14 هدفًا في 23 مباراة خلال موسم 1950-51 حيث سجل روفرز المركز الحادي عشر في الدرجة الثانية. ثم استقر بعد ذلك أكثر في دوره الإداري، حيث ساعد النادي على التعاقد مع لاعبين من وطنه مثل لين جراهام وهاري جريج وكيت لولور، بينما كان يشرف على تطوير اللاعبين الشباب مثل دونالد جيفري. قضى النادي المواسم الستة التالية في النصف السفلي من جدول الدرجة الثانية: 1951-52 (16)، 1952-53 (13)، 1953-54 (12)، 1954-55 (18) 1955-56 (17) و1956–57 (14). غادر بيل فيو عندما استقال في يناير 1958 بعد عدد من الخلافات مع مجلس إدارة النادي. ذهب النادي للهبوط في نهاية موسم 1957-1958.

### إيرلندا الشمالية
أصبح مدربًا لمنتخب إيرلندا الشمالية بين عامي 1951 و1962، وخاض معه 16 مباراة دولية كلاعب. قاد منتخب بلاده في نهائيات كأس العالم 1958 في السويد بعد أن تصدر مجموعته في التصفيات قبل إيطاليا والبرتغال. في البطولة نفسها، تأهل نورثرن لمراحل خروج المغلوب بعد أن احتل المركز الثاني في مجموعته، بعد فوزه على تشيكوسلوفاكيا، وخسر أمام الأرجنتين وتعادل مع ألمانيا الغربية. بعد أن أنهى التعادل في النقاط مع تشيكوسلوفاكيا، فازوا على التشيك 2-1 في مباراة فاصلة، حيث سجل بيتر ماكبارلاند ثنائية في ملعب مالمو. ثم تم إقصاؤهم بعد خسارة 4-0 أمام فرنسا في ربع النهائي.

### بريستول سيتي
كما أدار بريستول سيتي من 1958 إلى 1960. احتل النادي المركز العاشر في الدرجة الثانية في نهاية موسم 1958-59 وهبط في نهاية موسم 1959-60.

### أسلوب الإدارة
كانت تقنياته التدريبية ثورية في ذلك الوقت. شدد على ممارسة الكرة وبدلاً من اللفات التي لا نهاية لها في الملعب، اقترح دوهرتي الكرة الطائرة «لتعزيز القفز والتوقيت والحكم»؛ كرة السلة، «لتشجيع اتخاذ القرار في أجزاء من الثانية وإيجاد مساحة»؛ وممارسة كرة القدم «لتقوية عضلات ربلة الساق».

## الحياة اللاحقة والوفاة
وشهدته الحياة لاحقًا أن يصبح مستكشفًا لليفربول، مما ساعد على اكتشاف مواهب مثل كيفن كيجان. خدم هو وآندي بيتي أيضًا في نوتس كاونتي كمستشارين محترفين من ديسمبر 1965 إلى مارس 1966، حيث قدموا المجلس لمدير الفريق الأول إرني كولمان. بعد وفاته في عام 1990، هناك لوحة تذكارية لمكان ولادته في مهرفلت.

## الإحصائيات

### إحصائيات الأندية
| النادي              | الموسم   | الدوري                   | الدوري    | الدوري  | الكأس     | الكأس   | المجموع   | المجموع |
| النادي              | الموسم   | الدوري                   | المباريات | الأهداف | المباريات | الأهداف | المباريات | الأهداف |
| ------------------- | -------- | ------------------------ | --------- | ------- | --------- | ------- | --------- | ------- |
| نادي بلاكبول        | 1933–34  | دوري الدرجة الثانية      | 19        | 4       | 2         | 1       | 21        | 5       |
| نادي بلاكبول        | 1934–35  | دوري الدرجة الثانية      | 35        | 13      | 1         | 0       | 36        | 13      |
| نادي بلاكبول        | 1935–36  | دوري الدرجة الثانية      | 28        | 11      | 2         | 0       | 30        | 11      |
| نادي بلاكبول        | المجموع  | المجموع                  | 82        | 28      | 5         | 1       | 87        | 29      |
| مانشستر سيتي        | 1935–36  | دوري كرة القدم الإنجليزي | 9         | 4       | 0         | 0       | 9         | 4       |
| مانشستر سيتي        | 1936–37  | دوري كرة القدم الإنجليزي | 41        | 30      | 4         | 2       | 45        | 32      |
| مانشستر سيتي        | 1937–38  | دوري كرة القدم الإنجليزي | 41        | 23      | 5         | 2       | 46        | 25      |
| مانشستر سيتي        | 1938–39  | دوري الدرجة الثانية      | 28        | 17      | 2         | 1       | 30        | 18      |
| مانشستر سيتي        | المجموع  | المجموع                  | 119       | 74      | 11        | 5       | 130       | 79      |
| ديربي كاونتي        | 1945–46  |                          | 0         | 0       | 10        | 10      | 10        | 10      |
| ديربي كاونتي        | 1946–47  | دوري كرة القدم الإنجليزي | 15        | 7       | 2         | 0       | 17        | 7       |
| ديربي كاونتي        | المجموع  | المجموع                  | 15        | 7       | 12        | 10      | 27        | 17      |
| هدرسفيلد تاون       | 1946–47  | دوري كرة القدم الإنجليزي | 19        | 7       | 1         | 2       | 20        | 9       |
| هدرسفيلد تاون       | 1947–48  | دوري كرة القدم الإنجليزي | 38        | 13      | 1         | 0       | 39        | 13      |
| هدرسفيلد تاون       | 1948–49  | دوري كرة القدم الإنجليزي | 26        | 13      | 2         | 1       | 28        | 14      |
| هدرسفيلد تاون       | المجموع  | المجموع                  | 83        | 33      | 4         | 3       | 87        | 36      |
| نادي دونكاستر روفرز | 1949–50  | دوري الدرجة الثالثة      | 35        | 27      | 4         | 3       | 39        | 30      |
| نادي دونكاستر روفرز | 1950–51  | دوري الدرجة الثانية      | 23        | 14      | 0         | 0       | 23        | 14      |
| نادي دونكاستر روفرز | 1951–52  | دوري الدرجة الثانية      | 16        | 6       | 1         | 0       | 17        | 6       |
| نادي دونكاستر روفرز | 1952–53  | دوري الدرجة الثانية      | 29        | 9       | 1         | 0       | 30        | 9       |
| نادي دونكاستر روفرز | المجموع  | المجموع                  | 103       | 56      | 6         | 3       | 109       | 59      |
| الإجمالي            | الإجمالي | الإجمالي                 | 402       | 198     | 38        | 22      | 440       | 220     |

### الإحصائيات الدولية
| منتخب أيرلندا | منتخب أيرلندا | منتخب أيرلندا |
| السنة         | المباريات     | الأهداف       |
| ------------- | ------------- | ------------- |
| 1935          | 4             | 0             |
| 1936          | 1             | 0             |
| 1937          | 3             | 1             |
| 1938          | 1             | 0             |
| 1939          | 1             | 0             |
| 1946          | 1             | 0             |
| 1947          | 2             | 3             |
| 1948          | 2             | 0             |
| 1949          | 0             | 0             |
| 1950          | 1             | 0             |
| المجموع       | 16            | 4             |

### الإحصائيات الإدارية
| الفريق                            | من            | إلى           | السجل   | السجل | السجل | السجل | السجل  | مصدر   |
| الفريق                            | من            | إلى           | مباريات | فوز   | تعادل | خسارة | %      | مصدر   |
| --------------------------------- | ------------- | ------------- | ------- | ----- | ----- | ----- | ------ | ------ |
| نادي دونكاستر روفرز               | 18 مايو 1949  | 17 يناير 1958 | 388     | 133   | 108   | 147   | 034٫28 | [ 27 ] |
| منتخب أيرلندا الشمالية لكرة القدم | 6 أكتوبر 1951 | 9 مايو 1962   | 51      | 9     | 14    | 28    | 017٫65 |        |
| نادي بريستول سيتي                 | 17 يناير 1958 | 1 مارس 1960   | 95      | 33    | 14    | 48    | 034٫74 | [ 27 ] |
| الإجمالي                          | الإجمالي      | الإجمالي      | 534     | 175   | 136   | 223   | 032٫77 | —      |

## الإنجازات والتكريم
الجوائز
- قاعة مشاهير كرة القدم الإنجليزية: أدخل عام 2002
- قاعة مشاهير نادي مانشستر سيتي لكرة القدم: أدخل عام 2004
- كأس أيرلندا: 1933[4]

مانشستر سيتي
- دوري الدرجة الأولى لكرة القدم: 1936-1937[28]

ديربي كاونتي
- كأس الاتحاد: 1946[15]

دونكاستر روفرز لاعب ومدير
- دوري كرة القدم - الدرجة الثالثة الشمالية: 1949–50[17]

## روابط خارجية
- بيتر دوهرتي على موقع قاعدة بيانات كرة القدم.إي يو (الإنجليزية)
- بيتر دوهرتي على موقع ناشيونال فوتبول تيمز (الإنجليزية)
- بيتر دوهرتي على موقع Soccerbase.com (لاعب) (الإنجليزية)
- بيتر دوهرتي على موقع Soccerbase.com (مدرب) (الإنجليزية)